# Амдал, Джин
Джин Амдал (англ. Gene Amdahl; 16 ноября 1922, Фландро, Южная Дакота — 10 ноября 2015[…], Пало-Алто, Калифорния) — американский учёный в области вычислительной техники, математик и предприниматель, более всего известный по своей работе в компании IBM, а затем основавший компанию Amdahl Corporation. Является автором названного в его честь закона, в котором сформулировал фундаментальные ограничения параллельных вычислительных систем. Считается величайшим проектировщиком компьютерных систем XX века.

## Биография
Родился в семье шведско-норвежских эмигрантов. Во время Второй мировой войны служил на флоте, в 1948 году окончил Университет штата Южная Дакота по специальности «инженер-физик». Продолжил своё обучение в Висконсинском университете в Мадисоне, защитив в 1952 году докторскую диссертацию и создав проект собственного компьютера WISC.
В июне того же года был принят на работу в корпорацию IBM, где работал над компьютерами IBM 704, IBM 709 и над проектом Stretch, на основе которого был создан суперкомпьютер IBM 7030. Амдал покинул IBM в 1955 году, вернулся вновь в сентябре 1960 года, став главным архитектором линейки компьютеров IBM System/360.
Окончательно оставив IBM в сентябре 1970 года, Амдал с помощью компании Fujitsu создал компанию Amdahl Corporation, которая стала конкурентом IBM, продавая совместимые с System/360 мейнфреймы.
С 1979 года занимался независимым предпринимательством в области компьютерной технологии. Имел несколько почётных докторских степеней и целый ряд наград в профессиональной сфере.

## Награды
- Премия Уоллеса Макдауэлла (1976)
- Мемориальная премия Гарри Гуда (1983)
- Премия Эккерта — Мокли (1987)
- Fellow Awards (1998)